# George Edward Cryer
George Edward Cryer (né le 13 mai 1875 à Waterloo au Nebraska, mort le 24 mai 1961) est un homme politique américain.
Il a été maire républicain de Los Angeles entre 1921 et 1929, durant une période de forte croissance de la population (le nombre d'habitants de la ville passant d'environ 650 000 en 1921 à plus d'1,2 million en 1929). C'est pendant son administration qu'ont été construits le Los Angeles City Hall et le Los Angeles Memorial Coliseum.

## Biographie
Né dans le comté de Douglas au Nebraska, il est venu avec ses parents en Californie à l'âge de dix ans. Après son service militaire, il rejoint l'University of Michigan Law School. Il se marie en 1906 et a deux enfants. Il est élu maire en 1921 à la suite d'une élection serrée contre le maire sortant Meredith P. Snyder. Il a été réélu en 1923 et en 1925, cette élection étant la première à mettre en place un mandat de quatre ans. Pendant les huit années de son administration, la population de la ville a dépassé le million d'habitants, et la ville s'est beaucoup étendue. Après son mandat, il a été un des artisans de l'obtention des jeux olympiques d'été de 1932 à Los Angeles.

## Médias

### Cinéma
- L'Échange (2008), il est interprété par Reed Birney.